# Régiments de cavalerie français d'Ancien Régime (D)
Cet article présente la liste des régiments de cavalerie français d'Ancien Régime, commençant par la lettre D.

## Régiment de Dancourt cavalerie
- Régiment de Dancourt cavalerie

Il est levé le 31 janvier 1652, par François de Dancourt. Affecté à l'armée de Turenne, il participes aux batailles de Bléneau, d'Étampes, et du faubourg Saint-Antoine. Le régiment est incorporé après la campagne dans le régiment d'Esclainvilliers cavalerie.

## Régiment du Dauphin cavalerie
- Régiment du Dauphin cavalerie

## Régiment du Dauphin dragons
- Régiment du Dauphin dragons

## Régiment de Dauphin-Étranger cavalerie
- Régiment de Dauphin-Étranger cavalerie

## Régiment de Desmarets cavalerie
- Régiment de Desmarets cavalerie

C'est l'ancien régiment d'Egmont cavalerie qui prend le nom de « régiment de Desmarets cavalerie » après avoir été donné, en février 1704, à M. Desmarets. Le régiment combat dans le cadre de la guerre de Succession d'Espagne. Il prend le nom de régiment de Gesvres cavalerie après avoir été donné, en décembre 1709, à François Joachim Potier, marquis de Gesvres.

## Régiment de Digby
- Régiment de Digby 

Le régiment est formé le 8 mai 1648, avec des émigrés anglais par George, comte Digby de Bristol. Dans le cadre de la guerre franco-espagnole, il est engagé en Flandre, et participe à la bataille de Lens, et aux prises d'Ypres et de Furnes. Licencié après cette campagne, il est rétabli 13 août 1652, il rejoint la Guyenne et se trouve, en 1653, à la réduction de Bordeaux avant de rejoindre l'Alsace et participer à la prise de Belfort puis au secours d'Arras et prise du Quesnoy en 1654. Il passe en Italie en 1655 et est licencié, en Italie, le 12 décembre 1659.

## Régiment de Dolhross dragons
- Régiment de Dolhross dragons 

Ce régiment allemand est admis à la solde du royaume de France en octobre 1643 dans le cadre de la guerre de Trente Ans. Il combat en Allemagne, et est détruit à la bataille de Tuttlingen.

## Régiment du Duc d'Anjou cavalerie
- Régiment du Duc d'Anjou cavalerie

C'est l'ancien régiment de Souvré-Piémont cavalerie, qui est renommé « régiment du Duc d'Anjou cavalerie » après avoir été acheté le 28 août 1647 par Anne d'Autriche pour son second fils, Philippe duc d'Anjou. Engagé dans les guerres de Trente Ans et franco-espagnole, le régiment fait les campagnes de 1647 et 1648 en Italie, celle de 1649 en Catalogne et celle de 1650 en Champagne où il participe à la bataille de Rethel. En 1652, durant la Fronde, le « régiment du Duc d'Anjou » se trouve sous les ordres de Turenne aux batailles de Bléneau, d'Étampes et du faubourg Saint-Antoine contre les troupes du prince de Condé. Il est ensuite envoyé en 1653 en Roussillon, et en 1654 il passe à l'armée de Catalogne. C'est à la fin de cette campagne de 1654, à Barcelone, que se fait la fusion des deux régiments de cavalerie que possédait le duc d'Anjou; Ce régiment de cavalerie et un régiment étranger qui avait appartenu au cardinal Mazarin et que celui-ci avait cédé au prince en 1651. Le régiment continua de servir en Catalogne jusqu'à la paix des Pyrénées. Le 12 avril 1660, à la mort de Gaston, frère de Louis XIII, le régiment prend le nom de régiment d'Orléans cavalerie.

## Régiment du Duc d'Anjou-Étranger cavalerie
- Régiment du Duc d'Anjou-Étranger cavalerie

C'est l'ancien régiment de Mazarin-Étranger cavalerie qui prend le nom de « régiment du Duc d'Anjou-Étranger cavalerie » après avoir été donné le 15 février 1651, à Philippe de France, duc d'Anjou. Engagé dans la guerre franco-espagnole il se trouve en Roussillon en 1652, et en Catalogne en 1654. Il est incorporé à la fin de la campagne, à Barcelone, dans le régiment français du Duc d'Anjou, devenu régiment d'Orléans cavalerie.

## Régiment du Duc de Valois cavalerie
- Régiment du Duc de Valois cavalerie

Le régiment est levé le 30 août 1650, pour Jean-Gaston d'Orléans le fils de Gaston d'Orléans. Sous les ordres du mestre de camp-lieutenant Pierre Mascarel de Boisgeoffroy, il sert en Flandre et est licencié le 27 février 1651.

## Régiment de Duras cavalerie (1646-1651)
- Régiment de Duras cavalerie (1646-1651)

C'est l'ancien régiment de Turenne cavalerie qui prend le nom de « régiment de Duras cavalerie » après avoir été donné le 22 février 1646, à Jacques-Henri de Durfort, marquis de Duras. Engagé dans la guerre de Trente Ans, il se trouve en Allemagne à la bataille d'Augsbourg en 1646, puis il passe en Flandre en 1647, retourne en Allemagne en 1648, revient en Flandre en mars 1649. Il suit la fortune de Turenne en 1650, et participe à la bataille de Rethel, et rejoint la Flandre en 1651. Jacques-Henri de Durfort, marquis de Duras ayant choisi le camp rebelle, il est destitué et remplacé, le 12 novembre 1651, par Louis de Boham, comte de Nanteuil. Il prend alors le nom de régiment de Nanteuil cavalerie.

## Régiment de Duras cavalerie (1645-1651)
- Régiment de Duras cavalerie (1645-1651) 

Ce régiment allemand est levé le 25 février 1645 dans le cadre de la guerre de Trente Ans N. de Durfort, comte de Duras, neveu de Turenne. Il combat en Allemagne, se trouve à la bataille de Mariendhal en 1645. Il prend le nom de régiment de Rauzan cavalerie après avoir été donné, le 22 février 1646, au comte de Rauzan frère du précédent.